# 4 (The Pink Album)
 For alternative betydninger, se 4 (flertydig). (Se også artikler, som begynder med 4)
4 (The Pink Album) er fjerde studiealbum af den danske popgruppe Lukas Graham. Det udkom den 20. januar 2023 hos Universal Music Danmark.

## Spor
1. "Stay Above" (2:29)
2. "Wish You Were Here" (feat. Khalid) (2:55)
3. "This Is Me Letting You Go" (2:50)
4. "Share That Love" (feat. G-Eazy) (2:52)
5. "Home Movies" (feat. Mickey Guyton)(3:16)
6. "All Of It All" (2:58)
7. "By The Way" (2:49)
8. "Lie" (2:59)
9. "Never Change" (3:20)
10. "Say Forever" (4:08)
11. "One By One" (3:04)